# آبادیان
آبادیان به‌نقل از برهان قاطع، نخستین پیامبری بود که بر عجم مبعوث شد و در کتاب او را دساتیر خوانند.